# Heroceras
Heroceras is een geslacht van kevers uit de familie  waterroofkevers (Dytiscidae).
Het geslacht is voor het eerst wetenschappelijk beschreven in 1950 door Guignot.

## Soorten
Het geslacht omvat de volgende soort:
- Heroceras descarpentriesi (Peschet, 1923)